# Corrent d'Acció i Pensament-Llibertat
El Corrent d'Acció i Pensament-Llibertat (CAP-L) és un agrupament polític uruguaià d'esquerra, integrant del Front Ampli.

## Història
Nascut cap a mitjan 2007 dins el Moviment de Participació Popular, com un corrent intern. Es va separar del MPP per presentar-se com a grup polític dins l'Espai 609. Finalment, durant les eleccions primàries de juny de 2009 van abandonar definitivament aquest espai per presentar-se independentment com una altra opció per donar suport al precandidat José Mujica, al costat del MPP i del Partit Comunista entre d'altres.

## Integrants
El seu màxim referent és el senador Eleuterio Fernández Huidobro. Hi ha altres legisladors que han donat suport a aquest agrupament, com els diputats Nora Castro, Luis Rosadilla, Carlos Gamou, Javier Salsamendi, Pablo Álvarez i Juan Carlos Souza.

## Ideologia
Es considera que tenen postures afins al pragmatisme i a l'acció des del govern, en contraposició a altres postures més tradicionals dins el MPP.

## Eleccions primàries de 2009
Amb motiu de les eleccions primàries de juny de 2009, va donar suport al precandidat José Mujica amb la fulla de votació 7373. Va obtenir una interessant votació a Montevideo.